# Wilhelm Spiegelberg
Wilhelm Spiegelberg (Hannover, 25 giugno 1870 – Monaco di Baviera, 23 dicembre 1930) è stato un egittologo tedesco.

## Biografia
Studiò egittologia e archeologia a Strasburgo e Berlino, conseguì il dottorato presso l'Università di Strasburgo nel 1891. Da studente le sue influenze furono Johannes Dümichen, Adolf Michaelis e Adolf Erman. Dopo la laurea, continuò la sua formazione a Parigi come allievo di Gaston Maspero. Nel 1899 fu professore associato a Strasburgo e nel 1907 ebbe una cattedra ordinaria. Nel 1919 si trasferì presso l'Università di Heidelberg e quattro anni dopo succedette a Friedrich Wilhelm von Bissing come presidente di egittologia all'Università di Monaco.
A partire dal 1894, fece parte dei lavori di scavo in Egitto, in particolare presso la necropoli di Tebe. Intorno al 1900 iniziò a lavorare come catalogatore ed editore di materiale demotico presso il Museo Egizio del Cairo.
Nel 1919 diventò membro dell'Accademia delle scienze di Heidelberg (membro non residente dal 1923) e dal 1924 fu membro a pieno titolo dell'Accademia delle scienze bavarese.

## Opere principali
- Studien und Materialien zum Rechtswesen des Pharaonenreiches der Dynastien XVIII – XXI, Hannover 1892 (dissertazione).
- Geschichte der ägyptische Kunst bis zum Hellenismus, 1903.
- Der aufenthalt Israels in Aegypten im lichte der aegyptischen monumente, 1904.
- Elefantina-Papiri, 1907 (con Otto Rubensohn, Wilhelm Schubart).
- Die schrift und sprache der alten Ägypter, 1907.
- Koptisches Handwörterbuch, 1921.
- Demotische Papyri, Heidelberg 1923.
- Demotische grammatik, 1925.[3]